# Скородинська сільська рада
Скоро́динська сільська́ ра́да — колишня адміністративно-територіальна одиниця та орган місцевого самоврядування в Чортківському районі Тернопільської області. Адміністративний центр — с. Скородинці.

## Загальні відомості
- Територія ради: 14,675 км²
- Населення ради: 792 особи (станом на 2001 рік)
- Територією ради протікає річка Серет

## Населені пункти
Сільській раді підпорядковані населені пункти:
- с. Скородинці

## Історія
Сільська рада утворена у вересні 1939 року.
24 грудня 2019 року увійшла до складу Чортківської міської громади.

## Географія
Скородинська сільська рада межувала з Бичківською, Білівською, Білобожницькою, Ридодубівською сільськими радами — Чортківського району, Тудорівською та Майданівською сільськими радами — Гусятинського району. 

## Склад ради
Рада складалася з 14 депутатів та голови.

### Керівний склад попередніх скликань

#### Голови ради
| Прізвище, ім'я, по батькові   | Основні відомості | Дата обрання | Дата звільнення |
| ----------------------------- | ----------------- | ------------ | --------------- |
| Маланчук Богдана Мирославівна | Сільський голова  | 1990         | 1994            |
| Маланчук Богдана Мирославівна | Сільський голова  | 1994         | 1998            |
| Кузів Михайло Степанович      | Сільський голова  | 1998         | 2002            |
| Шатковський Михайло Семенович | Сільський голова  | 2002         | 2006            |
| Шатковський Михайло Семенович | Сільський голова  | 26.03.2006   | 31.10.2010      |
| Шатковський Михайло Семенович | Сільський голова  | 31.10.2010   | 24.12.2019      |
| Шатковський Михайло Семенович | Сільський голова  | 2015         | 24.12.2019      |

#### Секретарі ради
| Прізвище, ім'я, по батькові | Основні відомості | Дата обрання | Дата звільнення |
| --------------------------- | ----------------- | ------------ | --------------- |
| Балабух Меланія Олексіївна  | Секретар          | 1990         | 1994            |
| Яремовська Ореста Антонівна | Секретар          | 1994         | 1998            |
| Яремовська Ореста Антонівна | Секретар          | 1998         | 2002            |
| Яремовська Ореста Антонівна | Секретар          | 2002         | 2006            |
|                             | Секретар          | 2006         | 2010            |
| Коваль Віра Ярославівна     | Секретар          | 2010         | 2015            |
| Коваль Віра Ярославівна     | Секретар          | 2015         | 2019            |

### Депутати

#### VII скликання
За результатами місцевих виборів 2015 року депутатами ради стали:
1. Хрін Оксана Богданівна
2. Шатковська Людмила Василівна
3. Чайка Володимир Петрович
4. Шевців Володимир Степанович
5. Псюк Уляна Степанівна
6. Коваль Віра Ярославівна
7. Чайка Любов Іванівна
8. Любера Володимир Васильович
9. Швак Світлана Іванівна
10. Заяць Мирон Петрович
11. Кузьо Світлана Степанівна
12. Шевців Галина Петрівна

За результатами місцевих виборів 2010 року депутатами ради стали:
1. Хрін Оксана Богданівна
2. Шатковська Людмила Василівна
3. Коваль Віра Ярославівна
4. Шевців Влодимир Степанович
5. Кінах Володимир Петрович
6. Бобрик Ольга Ярославівна
7. Яремовська Марія Михайлівна
8. Любера Володимир Васильович
9. Гнат Олександра Мирославівна
10. Зелений Ігор Петрович
11. Чайка Любов Іванівна
12. Чайка Володимир Михайлович
13. Кузьо Світлана Степанівна
14. Шевців Галина Петрівна

#### V скликання
За результатами місцевих виборів 2006 року депутатами ради стали:
1. Гаврилюк Віра Іванівна
2. Галій Петро Романович
3. Головата Ореста Василівна
4. Зелений Ігор Петрович
5. Коваль Віра Петрівна
6. Коваль Віра Ярославівна
7. Маланчук Лідія Василівна
8. Марцінів Микола Франкович
9. Хрін Михайло Васильович
10. Хрін Оксана Богданівна
11. Чайка Володимир Михайлович
12. Чайка Любов Іванівна
13. Штуник Олег Степанович
14. Шевців Галина Петрівна
15. Яремовська Марія Михайлівна

#### IV скликання
За результатами місцевих виборів 2002 року депутатами ради стали:
1. Маланчук Марія Мирославівна
2. Стельмащук Михайло Степанович
3. Маланчук Ярослава Євгенівна
4. Коваль Віра Петрівна
5. Головата Ореста Антонівна
6. Марцінів Микола Франкович
7. Яремовська Ореста Антонівна
8. Хрін Михайло Васильович
9. Штуник Олег Степанович
10. Чайка Володимир Михайлович
11. Яремовська Марія Михайлівна
12. Фльорків Марія Михайлівна
13. Чайка Любов Іванівна
14. Маланчук Лідія Василівна
15. Стельмащук Ольга Петрівна

#### III скликання
За результатами місцевих виборів 1998 року депутатами ради стали:
1. Маланчук Марія Мирославівна
2. Стельмащук Михайло Степанович
3. Маланчук Ярослава Євгенівна
4. Чайка Петро Михайлович
5. Цітульський Василь Васильович
6. Марцінів Микола Франкович
7. Яремовська Ореста Антонівна
8. Штуник Олег Степанович
9. Хрін Михайло Васильович
10. Чайка Володимир Михайлович
11. Яремовська Марія Михайлівна
12. Фльорків Марія Михайлівна
13. Гайдукевич Володимир Ярославович

#### II скликання
За результатами місцевих виборів 1994 року депутатами ради стали:
1. Стельмащук Михайло Степанович
2. Гайдукевич Ярослав Іванович
3. Маланчук Ярослава Євгенівна
4. Король Василь Володимирович
5. Яремовська Ореста Антонівна
6. Когут Михайло Васильович
7. Кузів Михайло Степанович
8. Тирля Катерина Іванівна
9. Сушко Михайло Васильович
10. Чайка Петро Михайлович
11. Стельмащук Степанія Іванівна

#### I скликання
За результатами місцевих виборів 1990 року депутатами ради стали:
- Яремовська Ореста Антонівна
- Маланчук Мирослав Іванович
- Чайка Галина Михайлівна
- Стельмащук Степанія Іванівна
- Фількевич Василь Ярославович
- Солтис Роман Петрович
- Кузів Михайло Степанович
- Маланчук Богдана Мирославівна
- Маланчук Марія Мирославівна
- Чайка Петро Антонович
- Тирля Катерина Іванівна
- Маланчук Ярослава Євгенівна
- Шепелявий Степан Петрович
- Когут Леся Петрівна
- Дуриш Василь Степанович